# Thripomorpha paludicola
Thripomorpha paludicola is een muggensoort uit de familie van de Scatopsidae. De wetenschappelijke naam van de soort is voor het eerst geldig gepubliceerd in 1905 door Enderlein.